# Cabralea canjerana
Cabralea canjerana är en tvåhjärtbladig växtart, som ensam placeras i släktet Cabralea, inom familjen Meliaceae.
C. canjerana är ett lövfällande träd som blir 20-30 meter högt, med en öppen, pyramidformad krona.
Trädet förekommer främst i Sydamerika, i Argentina, Paraguay, Brasilien, Bolivia, Peru, Ecuador, Venezuela, Guyana och på Costa Rica i Centralamerika. Arten förekommer från havsnivå, upptill 2000 meters höjd i Ecuador.
C. canjerana förekommer i regnskog och är vanligt i urskog, men förekommer även som pionjär och i sekundärskog. Det växer vanligtvis på lerig jord och fuktiga sluttningar.
Delar av trädet används för tillverkning av naturmedicin och färgämnen. Trädet avverkas också som timmer.

## Underarter
Arten delas in i följande underarter:
- C. c. canjerana
- C. c. polytricha
- C. c. selloi